# Andrzej Marcin Miaskowski
Andrzej Marcin Miaskowski herbu Bończa II (ur. 1753 w Gościejewicach,  zm. 21 czerwca 1832 w Chrustowie) – ostatni komandor komandorii poznańskiej kawalerów maltańskich, urząd objął w 1781 roku, członek Zgromadzenia Przyjaciół Konstytucji Rządowej, konsyliarz województwa poznańskiego w konfederacji targowickiej w 1792 roku.
Pochowany w kościele św. Jana Jerozolimskiego za murami w Poznaniu.